# Moosdorf
Moosdorf è un comune austriaco di 1 632 abitanti nel distretto di Braunau am Inn, in Alta Austria.